# Pavel Machonin
Pavel Machonin (6. června 1927 Prostějov – 14. července 2008) byl český sociolog. Jeho nejznámějším dílem je kniha Československá společnost. Sociologická analýza sociální stratifikace (1969) která po dvaceti letech komunistického útlaku sociologie znamenala znovuobnovení oboru v Československu. V roce 1968 byl ředitelem Ústavu sociálně-politických věd Univerzity Karlovy v Praze.
V době normalizace nesměl přednášet, do akademického života se vrátil až po roce 1989. Jedná se o bratra architekta Vladimíra Machonina a teatrologa, publicisty a překladatele Sergeje Machonina, strýce herečky Lenky Machoninové.

## Život
Pavel Machonin vystudoval Vysokou školu politickou a sociální v Praze v letech 1945–1949. Již od roku 1945 byl členem KSČ a působil tam až do začátku 70. let. Od roku 1948 se jako komunista aktivně podílel na politických čistkách vysokých škol, v letech 1950–1958 byl pak politickým vychovatelem v armádě.
V roce 1958 odešel do Ústavu pro výuku a vědeckou práci kateder marxismu-leninismu (později Ústav marxismu-leninismu pro vysoké školy při Univerzitě Karlově, ještě později Ústav sociálně politických věd UK), kde působil až do jeho zrušení v roce 1969. V roce 1960 se stal ředitelem Ústavu marxismu-leninismu pro vysoké školy, který byl ve druhé polovině šedesátých let neformálně označován podle své hybné osobnosti jako „Machoninwerk“. V ústavu začal budovat organizační a kompetenční základnu pro provádění empirického (sociologického) výzkumu. Pokus zkoumat brigády socialistické práce sice trpěl řadou zjevných nedostatků, ale přesto vzbudil pozornost veřejnosti a zahájil řadu výzkumů z průmyslové sociologie, sociologie mládeže a vzdělávání a později z oblasti výzkumu sociální struktury.
Ve druhé polovině 60. let se stal místopředsedou Vědeckého kolegia filosofie a sociologie ČSAV a členem redakční rady Sociologického časopisu. Také pracoval jako analytik ve sportovním podniku a posléze až do roku 1987 v Drůbežářském průmyslu v Chrustenicích u Berouna.
Po roce 1989 se Machonin k sociologii vrátil institucionálně, opět jako organizátor i vědecká autorita. Připojil některé komentáře k výzkumům ze 60. let, ale především se věnoval sledování společenské transformace po roce 1989. Obzvláště se zajímal o sociologii elit.
V letech 1990–91 byl vědeckým pracovníkem obnoveného Ústavu sociálně politických věd, v roce 1992 přešel do Sociologického ústavu AV ČR, kde působil jako vědecký pracovník. V roce 1967 obdržel pamětní medaili UK, roku 1991 byl jmenován čestným prezidentem výboru pro sociální stratifikaci ISA a v roce 1997 získal oborovou medaili AV ČR Karla Engliše.
Pavel Machonin je jednou z hlavních postav československé a české sociologie druhé poloviny 20. století a počátku 21. století. Zasloužil se o zavedení institucí do československé sociologie v 60. letech 20. století spolu s Milošem Kalábem a Jaroslavem Klofáčem. Pavlu Machoninovi také česká sociologie vděčí za zavedení běžných výzkumných norem. Spolu se svým vědeckým týmem rozebíral sociální strukturu československé společnosti, jejíž data jsou dodnes ceněná. Machonin též interpretoval tehdejší společenský pohyb jako konflikt dvou společensko-politických programů. Po roce 1989 se zabýval alternativním pohledem na postkomunistickou transformaci, avšak tento pohled není mezi sociology příliš populární.

## Dílo

### Knihy
- Cesty k beztřídní společnosti: Třídní vztahy v období výstavby socialismu a komunismu (SNPL, Praha 1961)
- Československá společnost (Epocha, 1969)
- Czechoslovakia 1918–1992: A Laboratory for Social Change (Macmillan – St. Martin's Press, London – New York 1992; spoluautor J. Krejčí)
- Sociální struktura Československa v předvečer Pražského jara 1968 (Univerzita Karlova, Praha 1992)
- Česká společnost v transformaci (SLON, 1996)
- Strategie sociální transformace a jejich úspěšnost v parlamentních volbách 1996 (Doplněk, Brno 1996; spoluautoři P. Šťastnová, A. Kroupa a A. Glasová)
- Sociální transformace a modernizace: K výstavbě teorie společenských změn v evropských postkomunistických zemích (Sociologické nakladatelství, Praha 1997)
- Vývoj sociální struktury v české společnosti 1988–1999 (Sociologický ústav AV ČR, Praha 2000; spoluautoři L. Gatnar a M. Tuček)

### Studie
- O jednom pokusu likvidovat teorii vědeckého komunismu (Přehled vědecké a pedagogické práce kateder marxismu-leninismu 1959)
- Sociologické průzkumy v SSSR (Filosofický časopis 1964)
- Sociální diferenciace socialistické společnosti a diferenciace v charakteru práce: Náčrt teoretické koncepce výzkumného programu (Sociologický časopis 1965; spoluautor B. Jungmann)
- Studie o rozvoji československé sociologie (Sociologický časopis 1967)
- Sociologicko-statistické šetření vertikální sociální diferenciace a mobility obyvatelstva ČSSR (Sociologický časopis 1967; spoluautoři B. Jungmann, M. Petrusek a Z. Šafář)
- Vědeckotechnický pohyb a náš soudobý sociální systém (Sociologický časopis 1968; spoluautor B. Jungmann) Social Stratiﬁcation in Contemporary Czechoslovakia (American Journal of Sociology 1970)
- Československá společnost po dvaceti letech (Sociologický časopis 1990; spoluautor J. Alan)
- Na závěr diskuse: Ještě jednou ke koncepcím vývoje sociální struktury v Československu (Sociologický časopis 1991; spoluautor M. Petrusek)
- Poznatkové, teoretické a metodologické předpoklady výzkumu transformace sociální struktury československé společnosti (Sociologický časopis 1991)
- Změnil se typ společenského uspořádání v letech 1967–1984? (Sociologický časopis 1992)
- The Social Structure of the Soviet-Type Societies (Sociologický časopis 1993)
- K problému sociální identifikace chudých a chudobě se blížících vrstev obyvatelstva ČSFR (Sociologický časopis 1993)
- K sociologické transformaci české a slovenské společnosti (Sociológia 1994)
- Modernizace, věda a vzdělání (Teorie vědy 1997)
- Výzkum vertikální sociální diferenciace a mobility 1967 dnešníma očima (Sociologický časopis 1997
- Vyhlídky kompromisního modelu řešení české politické situace ve světle výsledků povolebního výzkumu (Sociologický časopis 1999; spoluautor L. Gatnar)
- Uplatnění teorie modernizace na postsocialistické změny (Sociológia 2002)

### Sborníky
- Brigády socialistické práce a přeměny v naší společnosti (NPL, Praha 1963)
- Sociální struktura socialistické společnosti: Sociologické problémy soudobé československé společnosti (Svoboda, Praha 1966)
- Změny v sociální struktuře Československa a dynamika sociálně politického vývoje (Svoboda, Praha 1967) Československá společnost: Sociologická analýza sociální stratiﬁkace (Epocha, Bratislava 1969)
- Jak se rodí sociologický výzkum: K problémům výzkumu transformace sociální struktury československé společnosti (Univerzita Karlova, Praha 1992; spolueditor J. Alan)
- Česká společnost v transformaci: K proměnám sociální struktury (Sociologické nakladatelství, Praha 1996; spolueditor M. Tuček)
- System Change and Modernization: East-West in Comparative Perspective (IfiS, Warszawa 1999; spolueditoři W Adamski, J. Bunčák a D. Martin)
- Transformace a modernizační výzvy: Česko – Německo – Maďarsko – Polsko – Slovensko (Sociologický ústav AVČR, Praha 2001; spolueditoři W. Adamski a W. Zapf)
- Structural Change and Modernization in Post-Socalist Societies (Reinhold Krämer, Hamburg 2003; spolueditoři W. Adamski a W. Zapf)